# Дексипп (философ)
Декси́пп (др.-греч. Δεξίππος, IV в.) — античный философ-неоплатоник Пергамской школы неоплатонизма, ученик Ямвлиха.
Сведения о Дексиппе почти отсутствуют. Указаний на место и дату рождения в источниках не имеется. О Дексиппе можно судить только по дошедшему до нас комментарию к «Категориям» Аристотеля. В этой работе Дексипп, опираясь в частности на Порфирия, опровергает возражения Плотина против аристотелевского учения о категориях. (Плотин утверждает отсутствие единого принципа классификации категорий у Аристотеля; неоднозначность отдельных категорий, возможность по-разному их комбинировать; отсутствие разделения категорий на чувственные и умопостигаемые; не принимает такого абстрактно-метафизического и такого формально-логического понимания категорий, какое представлено у Аристотеля.) Комментарий на Аристотеля дается Дексиппом в диалогической форме (что для истории античного комментаторства Аристотеля необычный факт).

## Сочинения
- Quaestionum in Categorias Libri Tres. // В кн.: Dictionary of Greek and Roman Biography and Mythology, edited by William Smith. London, 1849.

Издание (в серии «Commentaria in Aristotelem Graeca»), английский перевод (в серии «Ancient Commentators on Aristotle»):
- Текст: CAG. Vol. 4 pt. 2 (1888) Дексипп, комментарий к «Категориям» Аристотеля.
- англ. пер.: Dexippus, On Aristotle's Categories, J. Dillon (trans.), London, Ithaca, NY: Duckworth and Cornell University Press, NY, 1990.